# 五大連池湖群

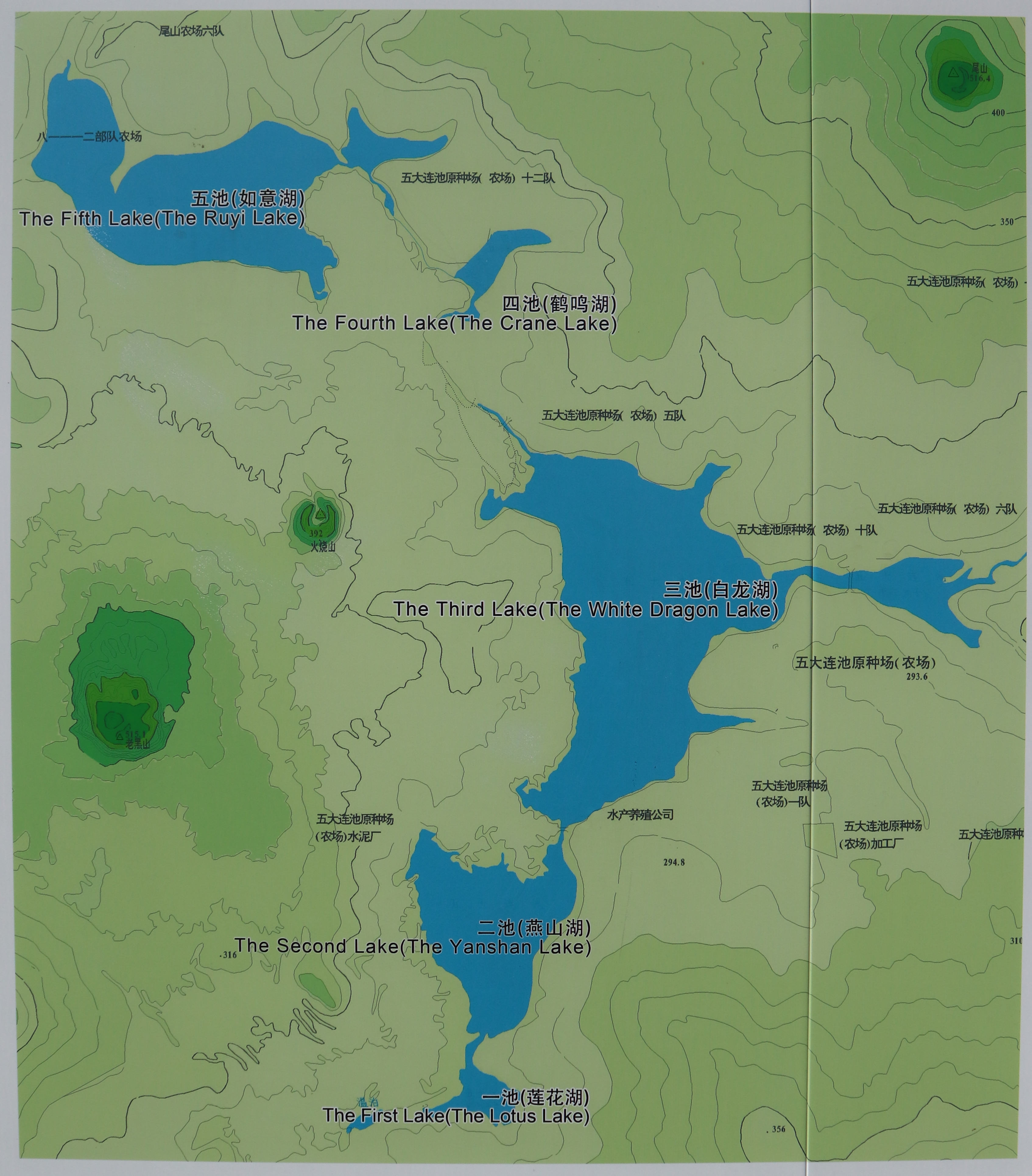
五大連池湖群の地図

五大連池湖群（ごだいれんちこぐん、中国語: 五大连池湖群）は、中国黒竜江省五大連池市にあり、五大連池風景区の中にある。５つの湖は、第一湖、第二湖、第三湖、第四湖、第五湖と呼ばれ、火山堰湖で、互いにつながっている。「五大連池」という名称は、満州語の「烏徳林池」に由来すると言われているが、これは五大連池が元々烏徳林河によって形成されたことを意味し、「5つの湖がつながっている」という地形とは無関係である。
湖水の色は主に褐色、緑色、黄色で、湖によって水の色が異なる。湖水は一年中涸れることはなく、サギやタンチョウなどの珍しい鳥が生息している。五湖は、1719年から1721年にかけてこの地で起きた火山の最後の噴火によって形成された。火山から噴出した溶岩が黒龍江流域の訥謨爾河の支流をせき止めてできた。